# Позітів Вайбс
Футбольний клуб «Позітів Вайбс» (англ. Positive Vibes FC) — футбольний клуб з Американських Віргінських Островів, який базується на острові Сент-Томас. Клуб був заснований у 2000 році, та проводить домашні матчі на стадіоні «Сент-Томас Спорт Граунд» місткістю 3 тисячі глядачів. Клуб грав у чемпіонаті Американських Віргінських Островів з футболу, та двічі був чемпіоном території, 7 разів клуб вигравав першість острова Сент-Томас.

## Титули і досягнення
- Чемпіон Американських Віргінських Островів (2): 2004—2005, 2007—2008